# Imperium Romana
Imperium Romana (ang. Roman's Empire, 2007) – brytyjski serial komediowy nadawany przez stację BBC Two od 12 kwietnia do 17 maja 2007 roku. W Polsce premiera serialu odbyła się 2 września 2009 roku na antenie HBO Comedy.

## Fabuła
Serial opowiada o zabawnych perypetiach Romana Pretty'ego (Neil Dudgeon), biznesmena nieradzącego sobie z kłopotami życia codziennego i rodzinką dającą mu się we znaki.

## Obsada
- Neil Dudgeon jako Roman Pretty
- Chris O’Dowd jako Jase
- Mathew Horne jako Leo
- Nicholas Burns jako Seb
- Sarah Solemani jako Jenny
- Carla Mendonça jako Morwenna
- Montserrat Lombard jako Nikki
- Scarlett Rose Patterson jako Kelly
- Robert Bathurst jako Jesus